# Yiftaẖ
Yiftaẖ (hebreiska: יפתח) är en ort i Israel.   Den ligger i distriktet Norra distriktet, i den norra delen av landet. Yiftaẖ ligger 436 meter över havet och antalet invånare är 510.
Terrängen runt Yiftaẖ är varierad, och sluttar brant österut. Runt Yiftaẖ är det tätbefolkat, med 427 invånare per kvadratkilometer. Närmaste större samhälle är Qiryat Shemona, 8,9 km norr om Yiftaẖ. Trakten runt Yiftaẖ består till största delen av jordbruksmark.